# Bonamia mossambicensis
Bonamia mossambicensis är en vindeväxtart som först beskrevs av Johann Friedrich Klotzsch, och fick sitt nu gällande namn av Hallier f. Bonamia mossambicensis ingår i släktet Bonamia och familjen vindeväxter. Inga underarter finns listade i Catalogue of Life.